# Хотиновка (Черниговская область)
Хотиновка (укр. Хотинівка) — село в Носовском районе Черниговской области Украины. Население 564 человека. Занимает площадь 2 км².
Код КОАТУУ: 7423886701. Почтовый индекс: 17110. Телефонный код: +380 4642.

## Власть
Орган местного самоуправления — Хотиновский сельский совет. Почтовый адрес: 17110, Черниговская обл., Носовский р-н, с. Хотиновка, ул. Марка Вовчка, 2.